# 荒木亨
荒木 亨（あらき とおる、1931年1月16日 - 2009年8月31日）は、フランス文学・比較文学者。元国際基督教大学教授。

## 来歴
北海道生まれ。東京大学文学部仏文科卒、同大学院比較文学比較文化博士課程中退。ソルボンヌ大学を卒業後、1966年国際基督教大学講師。助教授、準教授を経て1978年教授。1992-1995年比較文化研究科長。2002年退任。

## 著書
- 『ものの静寂と充実 詩・ことば・リズム』朝日出版社 1974
- 『木魂を失った世界のなかで 詩・ことば・リズム』朝日出版社 1982
- 『鎖国の日本語』木魂社 1989
- 『ロラン・バルト/日本』木魂社 1989
- 『言葉に形を』研究会シグノ 2003

### 翻訳
- ジャン=ルネ・ユグナン『荒れた海辺』筑摩書房 1965
- ジャン=ルネ・ユグナン『荒れた海辺の日記』筑摩書房 1965
- ルネーヴィクトール・ピール『リュバルブの葉蔭に』筑摩書房 1966
- ジャン=ルネ・ユグナン『もう一つの青春』晶文社 1968
- ジャン・チボードー『序曲』新潮社 1971
- ジャン・チボードー『夜を想像せよ』新潮社 1971
- フェルナン・プイヨン『粗い石』文和書房 1973
- 『粗い石 ル・トロネ修道院工事監督の日記』形文社 2001
- アンドレ・ルロワ＝グーラン『身ぶりと言葉』新潮社 1973、復刊1992／ちくま学芸文庫 2012
- セベロ・サルドゥイ『コブラ』晶文社 1975
- フェルナン・プイヨン『石叫ぶべし』文和書房 1976
- ティエリ・ド・ボッセ,クリスチャン・ポラック『ジャポニチュード 日本の深層構造』サイマル出版会 1980
- ジェイムス・L.キューゲル『象徴詩と変化の手法』東海大学出版会 1981
- ジャック・ルスールヌ『2025年 全人類の道しるべ』東海大学出版会 1983
- ルネ=ヴィクトル・ピーユ『魔性』早川書房 1983
- オギュスタン・ベルク『都市の日本 所作から共同体へ』宮原信共訳 筑摩書房 1996